# Битка код Камдена
Битка код Кемдена је представљала велику британску победу на Јужном бојишту Америчког рата за независност. Британске снаге под командом генерал-пуковника ерла Корнволиса су 16. августа 1780. поразиле америчке снаге под командом генерал-мајора Хорејшија Гејтса око 10 km северозападно од Камдена, ојачавши британске положаје у Каролинама након заузимања Чарлстона.
Ова битка је представљала понижавајући пораз за Гејтса, америчког генерала који је најпознатији по својој команди над Американцима у британском поразу код Саратоге, чија је армија имала велику бројчану предност над британском војском. Наков ове битке никада више није заповедао трупама на бојном пољу. Ипак, његове политичке везе су му помогле да избегне истрагу и војни суд због дебакла.